# Абрамов, Эрик
Эрик Абрамов (нем. Erik Abramov; род. 1 июля 1999) — немецкий дзюдоист, бронзовый призёр чемпионата мира 2025 года, двукратный бронзовый призёр чемпионата Европы 2025 года. Участник летних Олимпийских игр 2024 года.

## Биография
Эрик Абрамов борется в весовой категории свыше 100 кг. В 2020 и 2022 годах становился чемпионом Германии. На юниорском уровне завоёвывал медали на чемпионатах мира и Европы.
В октябре 2023 года Абрамов занял второе место в турнире серии Большого шлема в Абу-Даби. В 2024 году на чемпионате Европы в Загребе Абрамов проиграл россиянину Тамерлану Башаеву в четвертьфинале. Через утешительный раунд пробился в поединок за бронзу, где уступил словаку Мариусу Физелю. Месяц спустя Абрамов проиграл свой первый же бой на чемпионате мира в Абу-Даби.
Летом 2024 года принял участие в Олимпийских играх в Париже. В весовой категории свыше 100 кг Эрик в 1/8 финала уступил таджику Темуру Рахимову.
В апреле 2025 года на чемпионате Европы в Подгорице в весовой категории свыше 100 кг стал обладателем бронзовой медали. В схватке за третье место одолел соперника из Азербайджана Ушанги Кокаури. В смешанном командном турнире также завоевал бронзу. В июне на чемпионате мира в командном турнире стал бронзовым призёром. 